# Pif poche spécial jeux hors série
Pif poche spécial jeux hors série è stata una rivista pubblicata tra il 1977 e il 1984 con 31 numeri. La pubblicazione era irregolare e la numerazione variava.
Riprendendo la rivista di giochi di Pif Gadget, le Edizioni Vaillant hanno ristampato Les Enquêtes de Ludo e Jean Richard enquête.

## Corrispondenza tra il numero reale e il numero sulla rivista
| n° reale | n° sulla rivista               | data di pubblicazione |
| -------- | ------------------------------ | --------------------- |
| 00       | Pif-Gadget Spécial Jeux HS     | 1er trimestre 1977    |
| 01       | Pif Poche Spécial Jeux HS 1    | 1er trimestre 1978    |
| 02       | Pif Poche Spécial Jeux HS 2    | 3e trimestre 1978     |
| 03       | Pif Poche Spécial Jeux HS 3    | 4e trimestre 1978     |
| 04       | Pif Poche Spécial Jeux HS 4    | 1er trimestre 1979    |
| 05       | Pif Poche Spécial Jeux HS 5    | 3e trimestre 1979     |
| 06       | Pif Poche Spécial Jeux HS 6    | 4e trimestre 1979     |
| 07       | Pif Poche Spécial Jeux HS 002  | febbraio 1980         |
| 08       | Pif Poche Spécial Jeux HS 004  | aprile 1980           |
| 09       | Pif Poche Spécial Jeux HS 006  | giugno 1980           |
| 10       | Pif Poche Spécial Jeux HS 010  | ottobre 1980          |
| 11       | Pif Poche Spécial Jeux HS 012  | décembre 1980         |
| 12       | Pif Poche Spécial Jeux HS 102  | febbraio 1981         |
| 13       | Pif Poche Spécial Jeux HS 104  | aprile 1981           |
| 14       | Pif Poche Spécial Jeux HS 110  | ottobre 1981          |
| 15       | Pif Poche Spécial Jeux HS 112  | dicembre 1981         |
| 16       | Pif Poche Spécial Jeux HS 202  | febbraio 1982         |
| 17       | Pif Poche Spécial Jeux HS 204  | aprile 1982           |
| 18       | Pif Poche Spécial Jeux HS n°18 | luglio 1982           |
| 19       | Pif Poche Spécial Jeux HS n°19 | ottobre 1982          |
| 20       | Pif Poche Spécial Jeux HS n°20 | dicembre 1982         |
| 21       | Pif Poche Spécial Jeux HS n°21 | marzo 1983            |
| 22       | Pif Poche Spécial Jeux HS n°22 | maggio 1983           |
| 23       | Pif Poche Spécial Jeux HS n°23 | luglio 1983           |
| 24       | Pif Poche Spécial Jeux HS n°24 | settembre 1983        |
| 25       | Pif Poche Spécial Jeux HS n°25 | novembre 1983         |
| 26       | Pif Poche Spécial Jeux HS n°26 | gennaio 1984          |
| 27       | Pif Poche Spécial Jeux HS n°27 | marzo 1984            |
| 28       | Pif Poche Spécial Jeux HS n°28 | luglio 1984           |
| 29       | Pif Poche Spécial Jeux HS n°29 | settembre 1984        |
| 30       | Pif Poche Spécial Jeux HS n°30 | novembre 1984         |

## Elenco delle pubblicazioni
Il presente articolo elenca le pubblicazioni della rivista Pif poche spécial jeux hors série. (Pif poche serie di giochi speciali)
| n°/pagina    | Serie                              | Titolo                                                                     | Testi                    | Disegni   | Colore/N&B | Ristampa    |
| ------------ | ---------------------------------- | -------------------------------------------------------------------------- | ------------------------ | --------- | ---------- | ----------- |
| HS08/094     | Une enquête de Ludo                | Una nota salata                                                            | De Neubourg?             | Moallic   | N&B        | PG152       |
| HS08/090     | Une enquête de Ludo                | Forti emozioni                                                             | De Neubourg?             | Moallic   | N&B        | PG152       |
| HS08/084     | Une enquête de Ludo - énigme       | Aggressività notturna                                                      | Crespi                   | Moallic   | N&B        | PG149       |
| HS08/076     | Une enquête de Ludo - énigme       | La lotta                                                                   | Crespi                   | Moallic   | N&B        | PG150       |
| HS08/072     | Une enquête de Ludo                | Un vero massacro!                                                          | Crespi?                  | Moallic   | N&B        | PG150       |
| HS08/064-065 | Une enquête de Ludo                | 4 uomini arrabbiati                                                        | Crespi?                  | Moallic   | N&B        | PG151       |
| HS08/056     | Une enquête de Ludo                | Il trucco giusto                                                           | Crespi?                  | Moallic   | N&B        | PG153       |
| HS08/054     | Spécial énigme                     | L'eredità                                                                  | ?                        | Gring     | N&B        | ?           |
| HS08/054     | Spécial énigme                     | Furto alla carovana                                                        | ?                        | Gring     | N&B        | ?           |
| HS08/052-053 | Une enquête de Ludo                | Sotto il ponte                                                             | Moallic ?                | Moallic   | N&B        | PG154       |
| HS08/045     | Une enquête de Ludo - énigme       | Situazione senza via d'uscita                                              | Crespi                   | Moallic   | N&B        | PG155       |
| HS08/042     | Une enquête de Ludo - énigme       | Cercare la spia                                                            | Crespi                   | Moallic   | N&B        | PG155       |
| HS08/038     | Une enquête de Ludo                | Incidente, suicidio o crimine                                              | Moallic?                 | Moallic   | N&B        | PG156       |
| HS08/034     | Une enquête de Ludo                | Ricerca di un evaso                                                        | Crespi?                  | Moallic   | N&B        | PG156       |
| HS08/030     | Une enquête de Ludo                | Salsicce fantasma                                                          | De Neubourg?             | Moallic   | N&B        | PG158       |
| HS08/027     | Une enquête de Ludo - énigme       | Il pirata della strada                                                     | Moallic                  | Moallic   | N&B        | PG215       |
| HS08/017     | Une enquête de Ludo - énigme       | Il corriere maleducato                                                     | Crespi                   | Moallic   | N&B        | PG214       |
| HS08/015     | Une enquête de Ludo - énigme       | Periferia est                                                              | Moallic                  | Moallic   | N&B        | PG213       |
| HS08/010     | Une enquête de Ludo                | Rapina in pieno giorno                                                     | Crespi?                  | Moallic   | N&B        | PG288       |
| HS08/009     | Jean Richard enquête               | Jean Richard a mille composizioni                                          | Roger Dal                | Cabrol    | N&B        | ?           |
| HS08/006     | Monsieur Magie                     | Senza titolo - Les dés collés                                              | Gil Das e Geo Mousseron  | Jacques   | N&B        | ?           |
| HS07/097     | Une enquête de Ludo - énigme       | Sopra il sospetto                                                          | Crespi                   | Moallic   | N&B        | PG157       |
| HS07/090-091 | Une enquête de Ludo - énigme       | Dubi, Dubout, Dubanc                                                       | Moallic                  | Moallic   | N&B        | PG159       |
| HS07/084     | Un petit tour de magie             | La carta mescolata nel mazzo che viene fuori                               | Geo Mousseron            | Gring     | N&B        | ?           |
| HS07/080-081 | Une enquête de Ludo - autre        | Philémon e Baucis import-export                                            | Moallic?                 | Moallic   | N&B        | PG160       |
| HS07/072     | Une enquête de Ludo - énigme       | Il tradimento                                                              | Crespi                   | Moallic   | N&B        | PG161       |
| HS07/068     | Une enquête de Ludo - énigme       | Fallimento di Marie-Juana                                                  | Crespi                   | Moallic   | N&B        | PG162       |
| HS07/064     | Une enquête de Ludo - énigme       | Regolazione dei conti                                                      | De Neubourg              | Moallic   | N&B        | PG162       |
| HS07/060     | Une enquête de Ludo - énigme       | Borseggio                                                                  | Crespi                   | Moallic   | N&B        | PG129       |
| HS07/056     | Une enquête de Ludo - énigme       | Il club ciclistico Cucugnan                                                | Moallic                  | Moallic   | N&B        | PG163       |
| HS07/050     | Une enquête de Ludo - énigme       | Un alibi fasullo                                                           | Crespi                   | Moallic   | N&B        | PG164       |
| HS07/044     | Une enquête de Ludo - énigme       | Una provvidenziale partita a biliardo                                      | Moallic                  | Moallic   | N&B        | PG165       |
| HS07/042     | Une enquête de Ludo - énigme       | Non si può pensare a tutto                                                 | Crespi                   | Moallic   | N&B        | PG165       |
| HS07/038     | Une enquête de Ludo - énigme       | Farfalla... vola!                                                          | Crespi                   | Moallic   | N&B        | PG166       |
| HS07/034     | Magie                              | Il grande mago Ramagador                                                   | ?                        | Gring     | N&B        | ?           |
| HS07/032-033 | Une enquête de Ludo - énigme       | Il topo d'albergo                                                          | Moallic                  | Moallic   | N&B        | PG167       |
| HS07/026     | Une enquête de Ludo - énigme       | Fric-Frac                                                                  | Crespi                   | Moallic   | N&B        | PG168       |
| HS07/020-021 | Une enquête de Ludo - énigme       | Per amore di Civa                                                          | Moallic                  | Moallic   | N&B        | PG169       |
| HS07/016     | Une enquête de Ludo - énigme       | Un uomo troppo solo                                                        | Crespi                   | Moallic   | N&B        | PG170       |
| HS07/014     | Une enquête de Ludo - énigme       | Il ladro di quadri                                                         | Crespi                   | Moallic   | N&B        | PG170       |
| HS07/012     | Une enquête de Ludo - énigme       | Un weekend incerto                                                         | Crespi                   | Moallic   | N&B        | PG171       |
| HS07/010     | Une enquête de Ludo - énigme       | Farmaci che volano via dagli scaffali                                      | Crespi                   | Moallic   | N&B        | PG171       |
| HS06/096     | Une enquête de Ludo - énigme       | L'affare Duputois                                                          | Crespi                   | Moallic   | N&B        | PG199       |
| HS06/094     | Une enquête de Ludo - énigme       | Il traditore                                                               | Crespi                   | Moallic   | N&B        | PG199       |
| HS06/092     | Une enquête de Ludo - énigme       | Un viaggio nelle isole                                                     | Crespi                   | Moallic   | N&B        | PG172       |
| HS06/090     | Une enquête de Ludo - énigme       | Traffico in abbondanza                                                     | De Neubourg              | Moallic   | N&B        | PG173       |
| HS06/086-087 | Magie                              | La corda misteriosa                                                        | ?                        | Gring     | N&B        | ?           |
| HS06/084     | Une enquête de Ludo - énigme       | Un supervisore da tenere d'occhio                                          | Crespi                   | Moallic   | N&B        | PG174       |
| HS06/080     | Une enquête de Ludo - énigme       | Uno strano suicidio                                                        | Crespi                   | Moallic   | N&B        | PF176       |
| HS06/078     | Magie                              | La divinazione                                                             | ?                        | Gring     | N&B        | ?           |
| HS06/076     | Une enquête de Ludo - énigme       | Una visita per Cesare                                                      | Moallic                  | Moallic   | N&B        | PG176       |
| HS06/074     | Une enquête de Ludo - énigme       | Un ladro silenzioso                                                        | Crespi                   | Moallic   | N&B        | PG177       |
| HS06/070     | Une enquête de Ludo - énigme       | Se non tu, tuo fratello                                                    | Crespi                   | Moallic   | N&B        | PG177       |
| HS06/066     | Une enquête de Ludo - énigme       | Un alibi dubbio                                                            | Crespi                   | Moallic   | N&B        | PG178       |
| HS06/064     | Une enquête de Ludo - énigme       | Parlare di oro                                                             | Crespi                   | Moallic   | N&B        | PG178       |
| HS06/056-057 | Une enquête de Ludo - énigme       | Hotel du bougnat                                                           | Crespi                   | Moallic   | N&B        | PG179       |
| HS06/050-051 | Une enquête de Ludo - énigme       | Tanti furti                                                                | Moallic                  | Moallic   | N&B        | PG180       |
| HS06/049     | Magie                              | Rosso e nero?                                                              | Geo Mousseron            | Gros Léon | N&B        | ?           |
| HS06/042     | Une enquête de Ludo - énigme       | Una rissa al primo piano                                                   | Moallic                  | Moallic   | N&B        | PG181       |
| HS06/040     | Une enquête de Ludo - énigme       | Un record dubbio                                                           | Crespi                   | Moallic   | N&B        | PG181       |
| HS06/038     | Magie                              | Il foglio piegato che esce strappato                                       | Geo Mousseron            | Gros Léon | N&B        | ?           |
| HS06/036     | Une enquête de Ludo - énigme       | Che somiglianza!                                                           | Moallic                  | Moallic   | N&B        | PG182       |
| HS06/034     | Une enquête de Ludo - énigme       | Il gentile signor Durand                                                   | Moallic                  | Moallic   | N&B        | PG182       |
| HS06/031     | Spécial magie                      | L'uovo schiacciato nella sciarpa che ne esce indenne                       | Geo Mousseron            | Gros Léon | N&B        | ?           |
| HS06/030     | Spécial magie                      | Uno dei numerosi pezzi identificati                                        | Geo Mousseron            | Gros Léon | N&B        | ?           |
| HS06/029     | Spécial magie                      | L'anello che si inserisce nella corda attaccata alle mani                  | Geo Mousseron            | Gros Léon | N&B        | ?           |
| HS06/026-027 | Une enquête de Ludo - énigme       | Il lavoro di un dilettante                                                 | Crespi                   | Moallic   | N&B        | PG183       |
| HS06/024     | Une enquête de Ludo - énigme       | Il guardiacaccia                                                           | Crespi                   | Moallic   | N&B        | PG184       |
| HS06/022     | Une enquête de Ludo - énigme       | Attenzione! Punge                                                          | Crespi                   | Moallic   | N&B        | PG184       |
| HS06/016     | Une enquête de Ludo - énigme       | Che sbirciatina                                                            | Moallic                  | Moallic   | N&B        | PG185       |
| HS06/014     | Une enquête de Ludo - énigme       | Furto di pellicce                                                          | Moallic                  | Moallic   | N&B        | PG186       |
| HS06/010     | Une enquête de Ludo - énigme       | L'auto in prestito                                                         | ?                        | Moallic   | N&B        | PG186       |
| HS06/008     | Une enquête de Ludo - énigme       | Ludovic in campagna                                                        | Moallic                  | Moallic   | N&B        | PG185       |
| HS05/096     | Une enquête de Ludo - énigme       | Diamanti a volontà                                                         | Crespi                   | Moallic   | N&B        | PG188       |
| HS05/094     | Une enquête de Ludo - énigme       | Un volo di prima mattina                                                   | Crespi                   | Moallic   | N&B        | PG231       |
| HS05/090     | Une enquête de Ludo - énigme       | Colpo e fuga                                                               | ?                        | Moallic   | N&B        | PG189       |
| HS05/086     | Une enquête de Ludo - énigme       | Un volo anticipato                                                         | Moallic                  | Moallic   | N&B        | PG189       |
| HS05/079     | énigme                             | La piscina del visir                                                       | ?                        | -         | -          | ?           |
| HS05/074     | Une enquête de Ludo - énigme       | Cioccolatini                                                               | ?                        | Moallic   | N&B        | PG190       |
| HS05/066     | Une enquête de Ludo - énigme       | Top secret                                                                 | Crespi                   | Moallic   | N&B        | PG191       |
| HS05/064     | Magie                              | Un anello magico                                                           | ?                        | ?         | N&B        | ?           |
| HS05/063     | énigme                             | Un volo di prima mattina                                                   | ?                        | -         | -          | ?           |
| HS05/063     | énigme                             | Povero Medor!                                                              | ?                        | -         | -          | ?           |
| HS05/063     | énigme                             | Un problema importante                                                     | ?                        | -         | -          | ?           |
| HS05/063     | énigme                             | Il pazzo del re                                                            | ?                        | -         | -          | ?           |
| HS05/060     | Une enquête de Ludo - énigme       | Caccia all'anatra                                                          | Moallic                  | Moallic   | N&B        | PG192       |
| HS05/054     | Une enquête de Ludo - énigme       | Attenzione alla partenza                                                   | Moallic                  | Moallic   | N&B        | PG195       |
| HS05/050     | Une enquête de Ludo - énigme       | Una canaglia tra le quinte                                                 | Moallic                  | Moallic   | N&B        | PG193       |
| HS05/048     | Une enquête de Ludo - énigme       | Artù il nottambulo                                                         | Moallic                  | Moallic   | N&B        | PG193       |
| HS05/044     | Une enquête de Ludo - énigme       | La febbre del cavallo                                                      | Moallic                  | Moallic   | N&B        | PG195       |
| HS05/036     | Une enquête de Ludo - énigme       | Storia delle ruote                                                         | Crespi ?                 | Moallic   | N&B        | PG196       |
| HS05/026     | Une enquête de Ludo - énigme       | Il piccolo tuttofare                                                       | Moallic                  | Moallic   | N&B        | PG197       |
| HS05/022     | Une enquête de Ludo - énigme       | Un cattivo pagatore                                                        | Moallic                  | Moallic   | N&B        | PG198       |
| HS05/020     | Une enquête de Ludo - énigme       | Il contrabbandiere                                                         | Crespi                   | Moallic   | N&B        | PG198       |
| HS05/019     | Magie                              | Le due persone legate da due fili                                          | ?                        | Gring     | N&B        | ?           |
| HS05/016-017 | Une enquête de Ludo - énigme       | Traffico di eroina al confine                                              | Moallic                  | Moallic   | N&B        | PG187       |
| HS05/012     | Une enquête de Ludo - énigme       | La mamma, le barchette                                                     | Crespi                   | Moallic   | N&B        | PG200       |
| HS05/010     | Magie                              | La bacchetta del mago                                                      | ?                        | Gring     | N&B        | ?           |
| HS03/097     | Une enquête de Ludo - énigme       | Un recinto organizzato                                                     | Crespi                   | Moallic   | N&B        | PG287       |
| HS03/096     | Monsieur Magie                     | Senza titolo - La corda legata all'anello                                  | Gil Das et Geo Mousseron | Jacques   | N&B        | ?           |
| HS03/092     | Une enquête de Ludo - énigme       | Uno strano autostoppista                                                   | Crespi                   | Moallic   | N&B        | PG286       |
| HS03/089     | Monsieur Magie                     | Senza titolo - Aggiunta magica 2                                           | Gil Das et Geo Mousseron | Jacques   | N&B        | ?           |
| HS03/084     | Une enquête de Ludo - énigme       | Concorso                                                                   | Crespi                   | Moallic   | N&B        | PG285       |
| HS03/077     | Une enquête de Ludo - énigme       | Una rapina in campagna                                                     | Crespi                   | Moallic   | N&B        | PG284       |
| HS03/072     | Monsieur Magie                     | Senza titolo - La moneta tra le altre                                      | Gil Das et Geo Mousseron | Jacques   | N&B        | ?           |
| HS03/068     | Une enquête de Ludo - énigme       | Un lavoratore della domenica                                               | Crespi                   | Moallic   | N&B        | PG283       |
| HS03/062     | Une enquête de Ludo - énigme       | Una volontà contestata                                                     | Crespi                   | Moallic   | N&B        | PG281       |
| HS03/055     | Une enquête de Ludo - énigme       | Un gioco di campagna                                                       | Crespi                   | Moallic   | N&B        | PG278       |
| HS03/053     | Monsieur Magie                     | Senza titolo - La moneta che scompare dalla mano                           | Gil Das et Geo Mousseron | Jacques   | N&B        | ?           |
| HS03/048     | Une enquête de Ludo - énigme       | Il bottino che scompare                                                    | Crespi                   | Moallic   | N&B        | PG277       |
| HS03/042     | Une enquête de Ludo - énigme       | Un testimone veloce                                                        | Crespi                   | Moallic   | N&B        | PG276       |
| HS03/036     | Une enquête de Ludo - énigme       | Un diamante perso                                                          | Crespi                   | Moallic   | N&B        | PG275       |
| HS03/034     | Monsieur Magie                     | Senza titolo - Il mazzo di carte conosciuto in anticipo                    | Gil Das et Geo Mousseron | Jacques   | N&B        | ?           |
| HS03/029     | Une enquête de Ludo - énigme       | Da dove viene Gaston?                                                      | Crespi                   | Moallic   | N&B        | PG274       |
| HS03/025     | Une enquête de Ludo - énigme       | Una difesa illegittima                                                     | Crespi                   | Moallic   | N&B        | PG273       |
| HS03/023     | Monsieur Magie                     | Senza titolo - La partita rotta che non è realmente rotta                  | Gil Das et Geo Mousseron | Jacques   | N&B        | ?           |
| HS03/017     | Une enquête de Ludo - énigme       | Vero o falso                                                               | Crespi                   | Moallic   | N&B        | PG272       |
| HS03/010     | Une enquête de Ludo - énigme       | Un viaggio al mare                                                         | Crespi                   | Moallic   | N&B        | PG271       |
| HS03/007     | Monsieur Magie                     | Senza titolo - Il libro chiuso di cui conosciamo la pagina e il testo      | Gil Das et Geo Mousseron | Jacques   | N&B        | ?           |
| HS02/097     | Une enquête de Ludo - énigme       | Nel buio                                                                   | Crespi                   | Moallic   | N&B        | PG269       |
| HS02/096     | Jean Richard enquête               | Jean Richard è in Africa                                                   | Roger Dal                | Cabrol    | N&B        | ?           |
| HS02/089     | Une enquête de Ludo - énigme       | Una ragazza birichina                                                      | Crespi                   | Moallic   | N&B        | PG266       |
| HS02/077-081 | Une enquête de Ludo - énigme       | Volo all'Hotel Splendid                                                    | Crespi                   | Moallic   | N&B        | PG265       |
| HS02/069     | Une enquête de Ludo - énigme       | Un viaggiatore curioso                                                     | Crespi                   | Moallic   | N&B        | PG264       |
| HS02/067     | Jean Richard enquête               | Jean Richard è a Washington per lavoro                                     | Roger Dal                | Cabrol    | N&B        | ?           |
| HS02/059     | Une enquête de Ludo - énigme       | Tracce sul pavimento                                                       | Crespi                   | Moallic   | N&B        | PG263       |
| HS02/055     | Monsieur Magie                     | Senza titolo - La corda tagliata che esce tutta intera                     | Gil Das et Geo Mousseron | Jacques   | N&B        | ?           |
| HS02/051     | Une enquête de Ludo - énigme       | In tutta sicurezza                                                         | Crespi                   | Moallic   | N&B        | PG262       |
| HS02/049     | Roger Pierre enquête               | Roger Pierre partecipa al rallye des anciens                               | Roger Dal                | Cabrol    | N&B        | ?           |
| HS02/046     | Monsieur Magie                     | Senza titolo - Le due persone legate con due corde                         | Gil Das et Geo Mousseron | Jacques   | N&B        | ?           |
| HS02/041     | Une enquête de Ludo - énigme       | Incidente stradale                                                         | Crespi                   | Moallic   | N&B        | PG261       |
| HS02/039     | Jean Richard enquête               | Il carnevale di Rio in pieno svolgimento                                   | Roger Dal                | Cabrol    | N&B        | ?           |
| HS02/031     | Une enquête de Ludo - Loufo-énigme | Un tour faticoso                                                           | Crespi                   | Moallic   | N&B        | PG249       |
| HS02/026     | Monsieur Magie                     | Senza titolo - Il nastro di carta tagliato a metà e lasciato intero        | Gil Das et Geo Mousseron | Jacques   | N&B        | ?           |
| HS02/021     | Une enquête de Ludo - énigme       | Un alibi infranto                                                          | Crespi                   | Moallic   | N&B        | PG259       |
| HS02/019     | Jean Richard enquête               | una sera di ritorno da un servizio fotografico                             | Roger Dal                | Cabrol    | N&B        | ?           |
| HS02/016     | Monsieur Magie                     | Senza titolo - La cartolina intorno alla testa                             | Gil Das et Geo Mousseron | Jacques   | N&B        | ?           |
| HS02/011     | Une enquête de Ludo - énigme       | Il ladro                                                                   | Crespi                   | Moallic   | N&B        | PG257       |
| HS01/076-077 | Magie                              | Grigio e blu                                                               | ?                        | Jac L,    | N&B        | ?           |
| HS01/020-021 | Magie                              | La carta alla carta                                                        | ?                        | Jac L,    | N&B        | ?           |
| HS00/092     | Monsieur Magie                     | Senza titolo - La banconota magica                                         | Gil Das et Geo Mousseron | Jacques   | N&B        | ?           |
| HS00/085     | Monsieur Magie                     | Senza titolo - L'asso di cuori diventa un tre di cuori                     | Gil Das et Geo Mousseron | Jacques   | N&B        | ?           |
| HS00/056     | Monsieur Magie                     | Senza titolo - L'elastico cambia dito                                      | Gil Das et Geo Mousseron | Jacques   | N&B        | ?           |
| HS00/010     | Monsieur Magie                     | Senza titolo - La stanza piena d'acqua                                     | Gil Das et Geo Mousseron | Jacques   | N&B        | ?           |
| 30/69-73     | Autre                              | La missione di Passetan                                                    | Kamb                     | Kamb      | N&B        | ?           |
| 30/67        | Une enquête de Ludo - Énigme       | I nemici del gatto                                                         | Crespi                   | Moallic   | N&B        | PG243       |
| 30/65        | Une enquête de Ludo - Énigme       | Telefono anonimo                                                           | ?                        | Moallic   | N&B        | PG218       |
| 30/63        | Une enquête de Ludo - Énigme       | Oro in lingotti                                                            | Crespi                   | Moallic   | N&B        | PG219       |
| 30/55-60     | Le Tilt 12                         | Una cassaforte svuotata in crociera                                        | ?                        | ?         | N&B        | ?           |
| 30/53        | Une enquête de Ludo - Énigme       | I gemelli                                                                  | Crespi                   | Moallic   | N&B        | PG222       |
| 30/51        | Une enquête de Ludo - Énigme       | La posta delle undici                                                      | Moallic                  | Moallic   | N&B        | PG221       |
| 30/49        | Une enquête de Ludo - Énigme       | Pollo agli ormoni                                                          | Moallic                  | Moallic   | N&B        | PG223       |
| 30/41-45     | Le Tilt 12                         | Una spia si nasconde tra 6 cittadini                                       | ?                        | ?         | N&B        | ?           |
| 30/39        | Une enquête de Ludo - Énigme       | Dalla finestra                                                             | Moallic                  | Moallic   | N&B        | PG225       |
| 30/37        | Une enquête de Ludo - Énigme       | Un carattere sanguinario                                                   | Moallic                  | Moallic   | N&B        | PG226       |
| 30/35        | Une enquête de Ludo - Énigme       | Il complice                                                                | Crespi                   | Moallic   | N&B        | PG219       |
| 30/33        | Une enquête de Ludo - Énigme       | L'auto ferma                                                               | Crespi                   | Moallic   | N&B        | PG220       |
| 30/25-30     | Le Tilt 12                         | La statuetta egizia rubata                                                 | ?                        | ?         | N&B        | ?           |
| 30/23        | Une enquête de Ludo - Énigme       | Un dettaglio compromettente                                                | Moallic                  | Moallic   | N&B        | PG224       |
| 30/21        | Une enquête de Ludo - Énigme       | I gioielli della marchesa                                                  | Crespi                   | Moallic   | N&B        | PG220       |
| 30/19        | Une enquête de Ludo - Énigme       | Una giornata calda                                                         | Crespi                   | Moallic   | N&B        | PG227       |
| 30/16        | Monsieur Magie                     | Senza titolo - I due oggetti indovinati dall'assistente                    | Gil Das et Geo Mousseron | Jacques   | N&B        | ?           |
| 30/15        | Monsieur Magie                     | Senza titolo - Il fiammifero rotto che in realtà non è rotto               | Gil Das et Geo Mousseron | Jacques   | N&B        | ?           |
| 30/14        | Monsieur Magie                     | Senza titolo - La matita colorata di cui si può indovinare il colore       | Gil Das et Geo Mousseron | Jacques   | N&B        | ?           |
| 30/13        | Monsieur Magie                     | Senza titolo - Il libro chiuso di cui si conoscono pagina e testo          | Gil Das et Geo Mousseron | Jacques   | N&B        | ?           |
| 30/12        | Monsieur Magie                     | Senza titolo - La moneta che scompare dalla vostra mano                    | Gil Das et Geo Mousseron | Jacques   | N&B        | ?           |
| 30/11        | Monsieur Magie                     | Senza titolo - La carta superiore che diventa la settima                   | Gil Das et Geo Mousseron | Jacques   | N&B        | ?           |
| 30/10        | Monsieur Magie                     | Senza titolo - La corda attaccata all'anello                               | Gil Das et Geo Mousseron | Jacques   | N&B        | ?           |
| 30/09        | Monsieur Magie                     | Senza titolo - I dadi incollati                                            | Gil Das et Geo Mousseron | Jacques   | N&B        | ?           |
| 30/08        | Monsieur Magie                     | Senza titolo - Il mazzo di carte conosciuto in anticipo                    | Gil Das et Geo Mousseron | Jacques   | N&B        | ?           |
| 30/07        | Monsieur Magie                     | Senza titolo - Il marmo nel sacchetto di carta                             | Gil Das et Geo Mousseron | Jacques   | N&B        | ?           |
| 30/06        | Monsieur Magie                     | Sans titre - La bille dans le sac en papier                                | Gil Das et Geo Mousseron | Jacques   | N&B        | ?           |
| 30/05        | Monsieur Magie                     | Senza titolo - La commedia tra le altre                                    | Gil Das et Geo Mousseron | Jacques   | N&B        | ?           |
| 29/69        | Une enquête de Ludo                | Caffè-tabacchi "le mistral                                                 | Crespi                   | Moallic   | N&B        | PG586       |
| 29/63        | Une enquête de Ludo                | Furto in una toilette                                                      | Crespi                   | Moallic   | N&B        | PG587       |
| 29/59        | Une enquête de Ludo                | Un file prezioso                                                           | Crespi                   | Moallic   | N&B        | PG585       |
| 29/53        | Une enquête de Ludo                | Un fallimento della verità                                                 | Crespi                   | Moallic   | N&B        | PG602       |
| 29/49        | Une enquête de Ludo                | Un uomo nella vasca da bagno                                               | Crespi                   | Moallic   | N&B        | PG589       |
| 29/43        | Une enquête de Ludo                | Un castello mal tenuto                                                     | Crespi                   | Moallic   | N&B        | PG591       |
| 29/39        | Une enquête de Ludo                | Una foto sbagliata                                                         | Crespi                   | Moallic   | N&B        | PG592       |
| 29/33        | Une enquête de Ludo                | La valigia di Bill                                                         | Crespi                   | Moallic   | N&B        | PG593       |
| 29/29        | Une enquête de Ludo                | Una buona cattura                                                          | Crespi                   | Moallic   | N&B        | PG594       |
| 29/23        | Une enquête de Ludo                | Un alibi a prova di bomba                                                  | Crespi                   | Moallic   | N&B        | PG595       |
| 29/19        | Une enquête de Ludo                | Un testimone discreto                                                      | Crespi                   | Moallic   | N&B        | PG596       |
| 29/13        | Une enquête de Ludo                | Una telefonata misteriosa                                                  | Crespi                   | Moallic   | N&B        | PG597       |
| 27/70        | Une enquête de Ludo                | Un visitatore indelicato                                                   | Crespi                   | Moallic   | N&B        | PG470       |
| 27/64        | Une enquête de Ludo                | Voli notturni                                                              | Crespi                   | Moallic   | N&B        | PG471       |
| 27/58        | Une enquête de Ludo                | Un furto in albergo                                                        | Crespi                   | Moallic   | N&B        | PG486       |
| 27/52        | Une enquête de Ludo                | Un amante della musica                                                     | Crespi                   | Moallic   | N&B        | PG486       |
| 27/46        | Une enquête de Ludo                | Una rapina al bazar                                                        | Crespi                   | Moallic   | N&B        | PG486       |
| 27/40        | Une enquête de Ludo                | Un film poliziesco?                                                        | Crespi                   | Moallic   | N&B        | PG475       |
| 27/34        | Une enquête de Ludo                | Un buon nascondiglio                                                       | Crespi                   | Moallic   | N&B        | PG461       |
| 27/28        | Une enquête de Ludo                | Un oscuro furto                                                            | Crespi                   | Moallic   | N&B        | PG485       |
| 27/22        | Une enquête de Ludo                | Quale dei due                                                              | Crespi                   | Moallic   | N&B        | PG485       |
| 27/16        | Une enquête de Ludo                | Un farmacista poco raccomandabile                                          | Crespi                   | Moallic   | N&B        | PG480       |
| 27/10        | Une enquête de Ludo                | Un personaggio indelicato                                                  | Crespi                   | Moallic   | N&B        | PG477       |
| 27/04        | Une enquête de Ludo                | Un altro Corot                                                             | Crespi                   | Moallic   | N&B        | PG463       |
| 25/66        | Une enquête de Ludo                | Non c'è fumo senza fuoco                                                   | Crespi                   | Moallic   | N&B        | PG569       |
| 25/60        | Une enquête de Ludo                | Un passaggio sotterraneo                                                   | Crespi                   | Moallic   | N&B        | PG567       |
| 25/52        | Une enquête de Ludo                | Ludo commette un errore                                                    | Crespi                   | Moallic   | N&B        | ?           |
| 25/46        | Une enquête de Ludo                | Un buon tosaerba                                                           | Crespi                   | Moallic   | N&B        | PG567       |
| 25/38        | Une enquête de Ludo                | Un affare troppo buono                                                     | Crespi                   | Moallic   | N&B        | PG568       |
| 25/32        | Une enquête de Ludo                | Un pirata della strada                                                     | Crespi                   | Moallic   | N&B        | ?           |
| 25/24        | Une enquête de Ludo                | Il maglione rosso                                                          | Crespi                   | Moallic   | N&B        | PG571       |
| 25/18        | Une enquête de Ludo                | Furto in falegnameria                                                      | Crespi                   | Moallic   | N&B        | PG572       |
| 25/04        | Une enquête de Ludo                | Mano nella borsa                                                           | Crespi                   | Moallic   | N&B        | PG574       |
| 25//10       | Une enquête de Ludo                | Un sospetto immobile                                                       | Crespi                   | Moallic   | N&B        | PG573       |
| 15/97        | Une enquête de Ludo                | Foto proibite                                                              | Crespi                   | Moallic   | N&B        | PG465       |
| 15/94-95     | récit-enquête                      | Il vagabondo miliardario                                                   | ?                        | Gring     | N&B        | ?           |
| 15/92        | Une enquête de Ludo                | Un truffatore internazionale                                               | Crespi                   | Moallic   | N&B        | PG363       |
| 15/91        | Monsieur Magie                     | Senza titolo - Senza titolo - La cartolina intorno alla sua testa          | Gil Das et Geo Mousseron | Jacques   | N&B        | ?           |
| 15/86        | Une enquête de Ludo                | Un testimone imprigionato                                                  | Crespi                   | Moallic   | N&B        | PG468       |
| 15/84        | Monsieur Magie                     | Senza titolo - L'elastico che cambia dito                                  | Gil Das et Geo Mousseron | Jacques   | N&B        | ?           |
| 15/82-83     | récit-enquête                      | Il taccuino dell'ispettore Flip                                            | ?                        | Gring     | N&B        | ?           |
| 15/79        | Une enquête de Ludo                | Un cattivo vicino                                                          | ?                        | Moallic   | N&B        | PG319-PG017 |
| 15/74        | Une enquête de Ludo                | Un sospetto distratto                                                      | Crespi                   | Moallic   | N&B        | PG469       |
| 15/70-71     | récit-enquête                      | Il pensatore solitario                                                     | ?                        | Gring     | N&B        | ?           |
| 15/66        | Une enquête de Ludo                | Un visitatore indelicato                                                   | Crespi                   | Moallic   | N&B        | PG470       |
| 15/62        | Une enquête de Ludo                | Passiamo il resto                                                          | Crespi                   | Moallic   | N&B        | ?           |
| 15/59        | Monsieur Magie                     | Senza titolo - L'asso di cuori che diventa un tre di cuori                 | Gil Das et Geo Mousseron | Jacques   | N&B        | ?           |
| 15/59        | Monsieur Magie                     | Senza titolo - Il nastro di carta tagliato in due che rimane intero        | Gil Das et Geo Mousseron | Jacques   | N&B        | ?           |
| 15/56        | Une enquête de Ludo                | Volo notturno                                                              | Crespi                   | Moallic   | N&B        | PG471       |
| 15/50        | Monsieur Magie                     | Senza titolo - Le tre carte nel cappello                                   | Gil Das et Geo Mousseron | Jacques   | N&B        | ?           |
| 15/48-49     | récit-enquête                      | Lo snark rimane sulla tela                                                 | ?                        | Gring     | N&B        | ?           |
| 15/45        | Une enquête de Ludo                | Jules o Julie                                                              | ?                        | Moallic   | N&B        | PG018       |
| 15/38        | Une enquête de Ludo                | La filatura dell'imbroglione                                               | ?                        | Moallic   | N&B        | PG019       |
| 15/35        | Monsieur Magie                     | Senza titolo - Il righello che sta solo in mano                            | Gil Das et Geo Mousseron | Jacques   | N&B        | ?           |
| 15/32        | Une enquête de Ludo                | Uno o l'altro                                                              | ?                        | Moallic   | N&B        | PG020       |
| 15/26        | Une enquête de Ludo                | Il ladro gentiluomo                                                        | ?                        | Moallic   | N&B        | PG021       |
| 15/24-25     | récit-enquête                      | Un'indagine locale                                                         | ?                        | Gring     | N&B        | ?           |
| 15/23        | Monsieur Magie                     | Senza titolo - Il giornale che pesa una tonnellata                         | Gil Das et Geo Mousseron | Jacques   | N&B        | ?           |
| 15/19        | Une enquête de Ludo                | Il piromane                                                                | ?                        | Moallic   | N&B        | ?           |
| 15/13        | Monsieur Magie                     | Senza titolo - La corda con il nodo che scompare                           | Gil Das et Geo Mousseron | Jacques   | N&B        | ?           |
| 15/12        | Une enquête de Ludo                | Un incidente?                                                              | ?                        | Moallic   | N&B        | ?           |
| 11/96        | Une enquête de Ludo - Énigme       | Senza titolo - Ludo deve accogliere due clienti                            | Crespi                   | Moallic   | N&B        | ?           |
| 11/91        | Monsieur Magie                     | Senza titolo - La corda tagliata con un nodo e poi legata di nuovo insieme | Gil Das et Geo Mousseron | Jacques   | N&B        | ?           |
| 11/85        | Une enquête de Ludo - Énigme       | Senza titolo - Gioielliere derubato da Poussou)                            | Crespi                   | Moallic   | N&B        | ?           |
| 11/83        | Jean Richard enquête               | Jean Richard è al mercato delle pulci con un amico                         | Roger Dal                | Cabrol    | N&B        | ?           |
| 11/78        | Monsieur Magie - spécial magie     | Senza titolo - I due biglietti trovati                                     | Gil Das et Geo Mousseron | Jacques   | N&B        | ?           |
| 11/74        | Une enquête de Ludo - Énigme       | Senza titolo - In vacanza nelle Cévennes                                   | Crespi                   | Moallic   | N&B        | ?           |
| 11/72        | Jean Richard enquête               | Jean Richard negli studi di Boulogne                                       | Roger Dal                | Cabrol    | N&B        | ?           |
| 11/67        | Une enquête de Ludo - Énigme       | Senza titolo - Il recinto Bono                                             | Crespi                   | Moallic   | N&B        | ?           |
| 11/65        | Jean Richard enquête               | Jean Richard al texas per un rodeo                                         | Roger Dal                | Cabrol    | N&B        | ?           |
| 11/60        | Une enquête de Ludo - Énigme       | Senza titolo - Il furto di Popaul                                          | Crespi                   | Moallic   | N&B        | ?           |
| 11/58        | Jean Richard enquête               | La corda del fachiro                                                       | Roger Dal                | Cabrol    | N&B        | ?           |
| 11/53        | Monsieur Magie                     | Senza titolo - Il nastro tagliato che esce dal cappello in un unico pezzo  | Gil Das et Geo Mousseron | Jacques   | N&B        | ?           |
| 11/52        | Une enquête de Ludo - Énigme       | Senza titolo - Durante la notte viene svaligiata una villa bretone         | Crespi                   | Moallic   | N&B        | ?           |
| 11/50        | Jean Richard enquête               | Jean Richard invitato a un ballo in maschera nell'antica Roma              | Roger Dal                | Cabrol    | N&B        | ?           |
| 11/44        | Une enquête de Ludo - Énigme       | Un'auto nel burrone                                                        | Crespi                   | Moallic   | N&B        | PG293       |
| 11/43        | Jean Richard enquête               | Jean Richard visita la cantina di un amico                                 | Roger Dal                | Cabrol    | N&B        | ?           |
| 11/38        | Une enquête de Ludo - Énigme       | Uno strano collezionista                                                   | Crespi                   | Moallic   | N&B        | PG292       |
| 11/34        | Jean Richard enquête               | Jean Richard arriva a Le Mans                                              | Roger Dal                | Cabrol    | N&B        | ?           |
| 11/31        | Une enquête de Ludo - Énigme       | Senza titolo - Ludo ha un nuovo vice di nome Paul                          | Crespi                   | Moallic   | N&B        | ?           |
| 11/30        | Jean Richard enquête               | Jean Richard è invitato a vedere alcuni oggetti d'arte                     | Roger Dal                | Cabrol    | N&B        | ?           |
| 11/24        | Une enquête de Ludo - Énigme       | Senza titolo - La moglie di Grossou viene rapita                           | Crespi                   | Moallic   | N&B        | ?           |
| 11/18        | Jean Richard enquête               | Jean Richard torna a casa                                                  | Roger Dal                | Cabrol    | N&B        | ?           |
| 11/13        | Une enquête de Ludo - Énigme       | Uno strano autostoppista                                                   | Crespi                   | Moallic   | N&B        | PG286       |
| 11/12        | Jean Richard enquête               | Jean Richard assiste alle riprese di un film d'epoca                       | Roger Dal                | Cabrol    | N&B        | ?           |
| 11/09        | Une enquête de Ludo - Énigme       | Concorso                                                                   | Crespi                   | Moallic   | N&B        | PG285       |
| 11/07        | Jean Richard enquête               | Jean Richard segue il Tour de France                                       | Roger Dal                | Cabrol    | N&B        | ?           |
| 10/96        | Une enquête de Ludo - Énigme       | Un fermo in campagna                                                       | Crespi                   | Moallic   | N&B        | PG284       |
| 10/91        | Une enquête de Ludo - Énigme       | Un lavoratore della domenica                                               | Crespi                   | Moallic   | N&B        | PG283       |
| 10/88        | Jean Richard enquête               | Jean Richard accompagna un amico alpinista alla funivia                    | Roger Dal                | Cabrol    | N&B        | ?           |
| 10/86        | Monsieur Magie                     | Senza titolo - La carta superiore che diventa il 7                         | Gil Das et Geo Mousseron | Jacques   | N&B        | ?           |
| 10/84        | Une enquête de Ludo - Énigme       | Senza titolo - Il signor Verdu è sfortunato                                | Crespi                   | Moallic   | N&B        | ?           |
| 10/82        | Jean Richard enquête               | Jean Richard su una spiaggia tranquilla                                    | Roger Dal                | Cabrol    | N&B        | ?           |
| 10/78        | Une enquête de Ludo - Énigme       | Un testamento contestato                                                   | Crespi                   | Moallic   | N&B        | PG281       |
| 10/77        | Jean Richard enquête               | Jean Richard passeggia in un ballo popolare                                | Roger Dal                | Cabrol    | N&B        | ?           |
| 10/70        | Sim enquête                        | Sim e Dufilho                                                              | Roger Dal                | Cabrol    | N&B        | PG280       |
| 10/66        | Une enquête de Ludo - Énigme       | Senza titolo - La villa les roses è appena stata svaligiata                | Crespi                   | Moallic   | N&B        | ?           |
| 10/64        | Jean Richard enquête               | Un uomo chiede aiuto nell'ufficio di Jean Richard                          | Roger Dal                | Cabrol    | N&B        | ?           |
| 10/60        | Une enquête de Ludo - Énigme       | Una parte della campagna                                                   | Crespi                   | Moallic   | N&B        | PG278       |
| 10/59        | Jean Richard enquête               | Jean Richard a un concerto pop                                             | Roger Dal                | Cabrol    | N&B        | ?           |
| 10/53        | Une enquête de Ludo - Énigme       | Il bottino scompare                                                        | Crespi                   | Moallic   | N&B        | PG277       |
| 10/51        | Jean Richard enquête               | Jean Richard negli Stati Uniti                                             | Roger Dal                | Cabrol    | N&B        | ?           |
| 10/47        | Une enquête de Ludo - Énigme       | Un testimone veloce                                                        | Crespi                   | Moallic   | N&B        | PG276       |
| 10/44        | Jean Richard enquête               | Jean Richard assiste a una partita amichevole                              | Roger Dal                | Cabrol    | N&B        | ?           |
| 10/40        | Une enquête de Ludo - Énigme       | Un diamante perduto                                                        | Crespi                   | Moallic   | N&B        | PG275       |
| 10/37        | Jean Richard enquête               | Jean Richard passeggia a Montmartre                                        | Roger Dal                | Cabrol    | N&B        | ?           |
| 10/34        | Monsieur Magie                     | Senza titolo - La matita colorata di cui possiamo indovinare il colore     | Gil Das et Geo Mousseron | Jacques   | N&B        | ?           |
| 10/33        | Une enquête de Ludo - Énigme       | Da dove viene Gaston                                                       | Crespi                   | Moallic   | N&B        | PG274       |
| 10/31        | Jean Richard enquête               | Jean Richard trascorre la serata con gli amici                             | Roger Dal                | Cabrol    | N&B        | ?           |
| 10/28        | Une enquête de Ludo - Énigme       | Difesa illegittima                                                         | Crespi                   | Moallic   | N&B        | PG273       |
| 10/27        | Jean Richard enquête               | Jean Richard porta i suoi nipoti al luna park                              | Roger Dal                | Cabrol    | N&B        | ?           |
| 10/23        | Une enquête de Ludo - Énigme       | Vero o falso?                                                              | Crespi                   | Moallic   | N&B        | PG272       |
| 10/20        | Jean Richard enquête               | Jean Richard porta i suoi nipoti in cineteca                               | Roger Dal                | Cabrol    | N&B        | ?           |
| 10/15        | Une enquête de Ludo - Énigme       | Senza titolo - L'assicuratore Baratin attaccato nel villaggio di Boury     | Crespi                   | Moallic   | N&B        | ?           |
| 10/13        | Jean Richard enquête               | Jean Richard in una discussione approfondita con il caporedattore          | Roger Dal                | Cabrol    | N&B        | ?           |
| 10/10        | Monsieur Magie                     | Senza titolo - Il libro chiuso di cui conosciamo la pagina e il testo      | Gil Das et Geo Mousseron | Jacques   | N&B        | ?           |
| 10/09        | Une enquête de Ludo - énigme       | Una gita al mare                                                           | Crespi                   | Moallic   | N&B        | PG271       |
| 10/07        | Jean Richard enquête               | Il circo di Jean Richard è in movimento                                    | Roger Dal                | Cabrol    | N&B        | ?           |